# Amata ploetzi
Amata ploetzi là một loài bướm đêm thuộc phân họ Arctiinae, họ Erebidae.